# Hoodoo Brown
Hyman G. Neill, meglio noto come Hoodoo Brown, (Johannesburg, ... – Torreón, ...; fl. XIX secolo), è stato un avventuriero e pistolero statunitense, capo della famosa banda "Dodge City Gang" a Las Vegas (Nuovo Messico) nel 1879 e agli inizi del 1880.
Secondo Harold Thatcher, curatore del Rough Rider Museum di Las Vegas, Hoodoo era "il cowboy peggiore di tutti loro". Era descritto come alto e sottile, con i capelli chiari, l'aspetto disinvolto e piccoli baffi.

## Vita iniziale e origini
Neill proveniva da una famiglia tradizionale del Sud degli Stati Uniti di Lexington (Missouri). Suo padre si era trasferito a Lexington dalla  Contea di Lee (Virginia) negli anni 1830. Il padre di Hyman praticava legge e si sarebbe unito alla Confederazione quando cominciò la Guerra di secessione americana, tuttavia, decise che non poteva rinnegare il suo giuramento di sostenere la Costituzione e finì per unirsi all'Unione. Questa scelta, abbinata alla morte di sua moglie, fece sì che trasferisse la sua famiglia a Johannesburg (Missouri) dopo la guerra. La data di nascita è ignota.
Da adolescente, Hoodoo divenne un apprendista di tipografia o, come si diceva allora, un "diavolo di tipografia" (printer's devil), finché un giorno gli fu chiesto di recuperare degli stracci occorrenti per la stampa. Il giovane Neill saltò su un treno merci che passava accanto alla porta posteriore dell'ufficio, dicendo che stava andando a "prendere i vostri dannati stracci".
Nel 1872 cacciava bisonti e trasportava legname. All'epoca era conosciuto come giocatore d'azzardo e truffatore di poco conto. Infine andò in Colorado, lavorando nelle miniere d'argento con un amico. Hoodoo e il suo amico finirono in Messico a formare una compagnia lirica.

## Formazione dellaDodge City Gang
Quando Hoodoo arrivò a Las Vegas, trovò che la città si stava facendo la reputazione di un luogo senza legge, pieno di banditi, artisti della truffa, assassini e ladri. Contrariato da questa situazione, si fece eleggere giudice di pace per East Las Vegas. Svolse anche le funzioni di medico legale (coroner) e sindaco della città, reclutando parecchi ex pistoleri del Kansas per formare una forza di polizia. Tuttavia, i membri di questa forza erano fuorilegge come i criminali che si supponeva dovessero controllare. Chiamata la "Dodge City Gang", la forza comprendeva J.J. Webb come marshal della città, Mysterious Dave Mather, Joe Carson, "Tetchy" Thunderbolt e Dave Daugherty.

## Le imprese dellaDodge City Gang
Dal 1879 fino a tutto il 1880, Hoodoo guidò la Dodge City Gang in rapine alle diligenze e ai treni, omicidi, furti e corruzione municipale. La posizione di Hoodoo come coroner gli consentiva di insediare la gang come "Giuria del coroner", che usavano per determinare se le uccisioni erano o no casi di legittima difesa. Questa posizione mise in grado la banda di Hoodoo di coprire la maggior parte dei propri crimini.

## L'arresto e la scomparsa
Nell'estate del 1880, i cittadini di Las Vegas ne avevano avuto abbastanza della corruzione di Hoodoo e organizzarono una squadra di vigilantes per rovesciare il sindaco. Hoodoo non fu ucciso, ma invece scacciato dallo stato. Gli storici hanno affermato che Hoodoo rubò del denaro da un morto prima di trasferirsi a Houston (Texas).
Nel frattempo, la vedova di uno dei vice di Hoodoo, che era stato ucciso due mesi prima, aveva esumato suo marito per trasferirlo a Houston. Quando arrivò, scoprì che Hoodoo era stato arrestato. La vedova andò a trovare Hoodoo in prigione. Il Parsons Sun riferì che "si dice che l'incontro della coppia sia stato estremamente commovente, e assai più affettuoso di quanto ci si aspetterebbe date le circostanze". Il Parsons Eclipse, un altro giornale, aggiunse che il reato specifico commesso da Hoodoo a Las Vegas era omicidio e rapina, ma si diceva che al reato fossero legati anche seduzione e adulterio.
Subito dopo, tuttavia, Hoodoo ingaggiò due avvocati locali e fu rilasciato quando essi riuscirono a provare che gli ufficiali non avevano alcuna autorità legale per trattenere Brown. Né lui né la vedova furono mai più visti. Il Chicago Times riferì poco dopo che Brown e la vedova "da allora facevano baldoria in qualche città interna del Kansas".

## La morte presunta e la famiglia
I resoconti di un discendente di Hyman G. Neill indicano che Hoodoo morì a Torreón, dove lasciò una moglie de facto e un figlio. Due dei fratelli di Hoodoo riportarono i suoi resti a Lexington. Anche suo figlio fu portato là, dove fu allevato. Hoodoo Brown fu seppellito nella terra di famiglia a Lexington sotto il nome di Henry G. Neill.
Anni dopo, i registri elencavano una donna di nome Elizabeth Brown che viveva a  Leadville (Colorado). Forte bevitrice, ella affermava di essere stata sposata con un giocatore d'azzardo di nome Hoodoo Brown, che era stato colpito e ucciso in una sparatoria durante una lite di gioco. Potrebbe essere stata la moglie de facto di Hoodoo, ma non fu mai provato.

## Nella cultura di massa
Nel videogioco del 2005 Gun, Hoodoo Brown compare come sindaco della immaginaria Empire City (Nuovo Messico). Il personaggio assomiglia al vero Hoodoo sia nell'aspetto che nel carattere. Nel gioco, Hoodoo nomina come aiutante il protagonista del gioco, Colton White, e accetta di aiutarlo a trovare Josiah Reed, un assassino travestito da predicatore che Colton sta cercando. Di lì a poco Colton scopre, tuttavia, che Hoodoo è dalla stessa parte dell'assassino e deve fuggire dalla prigione di Hoodoo, in seguito uccidendolo. Dave Rudabaugh e J.J. Webb sono anch'essi rappresentati nel gioco come aiutanti di Hoodoo. Nel gioco Hoodoo è doppiato da Ron Perlman.
Hyman Neil appare nel romanzo weird western Merkabah Rider: The Mensch With No Name di Edward M. Erdelac. Egli ingaggia ufficiosamente il Cavaliere, Mysterious Dave Mather e Doc Holliday per trovare duemila dollari in contanti rubati in una rapina al treno fuori da Las Vegas (Nuovo Messico).
In Italia, Hoodoo Brown è co-protagonista, assieme al suo socio Mysterious Dave Mather, di una storia di Tex Willer pubblicata sui numeri 601 (I giustizieri di Vegas) e 602 (Duello del corral) della serie regolare, rispettivamente nel novembre e dicembre 2010. Nella storia, scritta da Mauro Boselli e disegnata da Corrado Mastantuono, Tex e i suoi pards si trovano alle prese con i due avventurieri e altri membri della Dodge City Gang, nel cui ritratto, sia pure in chiave necessariamente romanzesca, emergono chiaramente tutte le contraddizioni e ambiguità legate al duplice ruolo di uomini di legge e di fuorilegge che questi personaggi spesso rivestirono anche nella realtà storica.